# 부산예술대학교
부산예술대학교(釜山藝術大學校, Busan Arts College)는 대한민국 부산광역시 남구에 있는 예술계 사립 전문대학이다.

## 연혁
- 1993년 11월 18일 : 부산예술학교 설립
- 1994년 3월 11일 : 개교
- 1998년 11월 23일 : 부산예술문화대학 개편
- 2003년 9월 1일 : 부산예술대학으로 교명 변경
- 2010년 : 교육과학기술부 선정 학자금대출 최소대출대학[2]
- 2011년 : 교육과학기술부 선정 정부재정지원제한대학[3]
- 2012년 : 교육과학기술부 선정 정부재정지원제한대학[4]
- 2013년 : 교육부 선정 정부재정지원제한대학 및 경영부실대학[5]

## 교육편제
다음은 2018년 기준 부산예술대학교의 전문학사 학위 일람이다.
- 실용음악과
- 연극과
- 실용무용과
- 뷰티토탈디자인과
- 사회체육과
- 복지예술치료상담과
- 한국음악과

## 같이 보기
- 대한민국의 교육